# Бегато (Ђенова)
Бегато је насеље у Италији у округу Ђенова, региону Лигурија.
Према процени из 2011. у насељу је живело 255 становника. Насеље се налази на надморској висини од 268 м.